# عبد الباسط الملطي
عبد الباسط بن خليل بن شاهين الملطي القاهري، مؤرخ له اشتغال بفقه الحنفية. وُلد في ملطية وتعلّم بدمشق والقاهرة. قال السخاوي: ودخل المغرب، فأخذ دروساً في النحو والطب، وتوفي مسلولاً.

## شيوخه
تتلمذ على العديد من العلماء، ومنهم:
1. عبد الرحمان الثعالبي: فحينما دخل قصبة الجزائر اتصل بالشيخ الثعالبي وسمع بعضاً من فوائده، واطلع على تفسيره الجواهر الحسان في تفسير القرآن، وقرأ عليه بعض مصنفاته وأجازه.[6]
2. أبو القاسم محمد المشدالي: وحينما دخل قصبة بجاية في ذي القعدة 868هـ (1464م)، التقى بالشيخ  المشدالي وأخذ عنه الكثير من العلوم.
3. محمد بن علي بن فشوش: ولما دخل تلمسان في المحرم سنة 869هـ (1465م)، جلس دروس العلامة محمد بن علي بن فشوش أشهر أطباء تلمسان، وأجازه.
4. ابن الأشقر الأندلسي: لازم كذلك أمهر العلماء في العلوم القديمة والطب وعلم الوقف والميقات.

## مصنفاته
له عدد من التصانيف، ومنها:
- الروض الباسم في حوادث العمر والتراجم (مخطوط).
- نيل الأمل في ذيل الدول (مخطوط).
- المجمع المفنّن بالمعجم المعنون (مخطوط).
- غاية السول في سيرة الرسول (مطبوع).
- نزهة الأساطين فيمن ولي مصر من السلاطين (مخطوط).